# Бас Іван Михайлович
Іван Михайлович Бас (31 липня 1973, м. Тернопіль — 3 січня 2023, в район с. Красногорівка, Донецька область) — український військовослужбовець, солдат Збройних сил України, учасник російсько-української війни. Кавалер ордена «За мужність» III ступеня (2023, посмертно), почесний громадянин міста Тернополя (2023, посмертно).

## Життєпис
Іван Бас народився 31 липня 1973 року в місті Тернополі.
За фахом — будівельник, працював за спеціальністю.
Учасник АТО. У березні 2022 року добровільно пішов на фронт. Загинув 3 січня 2023 року під час бойового зіткнення в районі с. Красногорівка на Донеччині.
Похований 16 січня 2023 року на Алеї Героїв Микулинецького кладовища м. Тернопіль.

## Нагороди
- орден «За мужність» III ступеня (17 березня 2023, посмертно) — за особисту мужність і самовіддані дії, виявлені у захисті державного суверенітету та територіальної цілісності України, зразкове виконання військового обов'язку[1];
- Почесний громадянин міста Тернополя (27 січня 2023, посмертно)[2].